# Anna von der Grünau
Anna von der Grünau, född i Österrike, död 1612 i Uppland, var en svensk (ursprungligen tysk) hovfunktionär. Hon är centralgestalten i legenden om spöket på Wiks slott i Uppland.   
Anna var dotter till den sachsiske ståthållaren Georg Mauritzson von der Grünau till Tilen och Trasburg i Meissen, och dennes hustru Anna Ottosdotter von Lipradt och syster till Maria von der Grünau. Hon var liksom sin syster och sin mor kammarjungfru (kammarfröken) hos Karl IX:s gemål drottning Kristina före sitt giftermål. Anna gifte sig 1605 med sin systers svåger, hovfunktionären Berndt Didrik Mörner. Hon blev änka 1610.    
Anna ingår i folkloren som centralgestalen i legenden om spöket på Wik. Hon avled genom drunkning på väg till ett besök hos sin vän Margareta Wrangel på Skoklosters slott. Wrangel ville ha hennes sällskap under sin barnsäng och skickade sin fogde för att hämta henne. På vägen dit i släde över Mälaren sjönk släden ned i en vak och hon hamnade i det kalla vattnet. Fogden drunknade genast, men Anna flöt på vattnet tack vare sina vida kjolar, som fylldes med luft. Anna hade sedan länge ryktats vara en häxa på grund av sina svarta ögon, sitt svarta hår och sitt språk, tyska, som omgivningen inte förstod. De närvarande blev på grund av dessa rykten förfärade då de såg henne flyta på vattnet, något häxor ansågs kunna göra, och flydde därför i skräck i stället för att hjälpa henne. Då de återkom var hon död, ihjälfrusen i vattnet. Enligt legenden spökade hon därefter på det medeltida Wiks slott vid Lårstaviken i Balingsta socken, utstötande skrik från viken som ”varken kommer från ett djur eller en människa”.